# Krajna

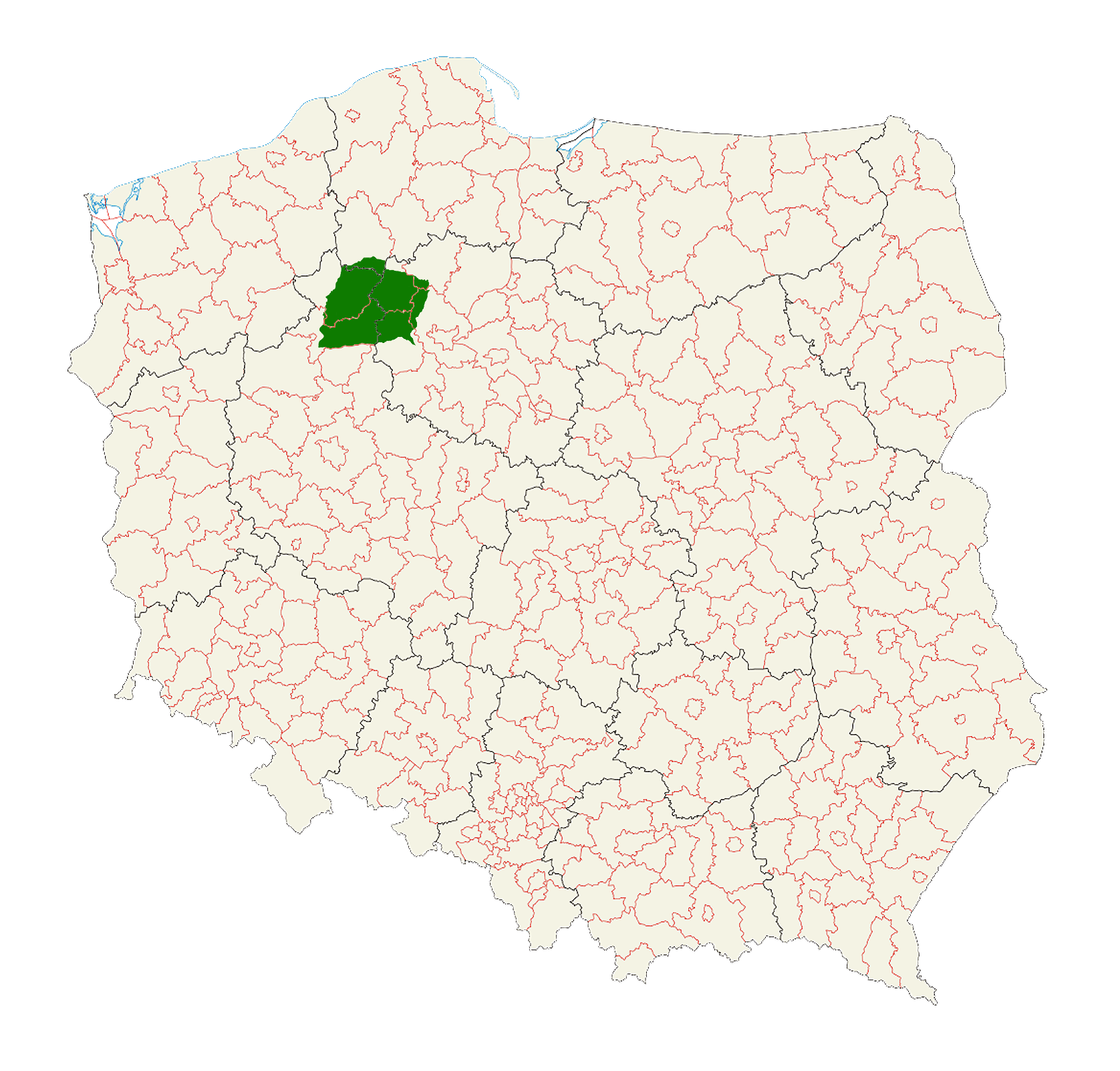
Vị trí của vùng Krajna ở Ba Lan

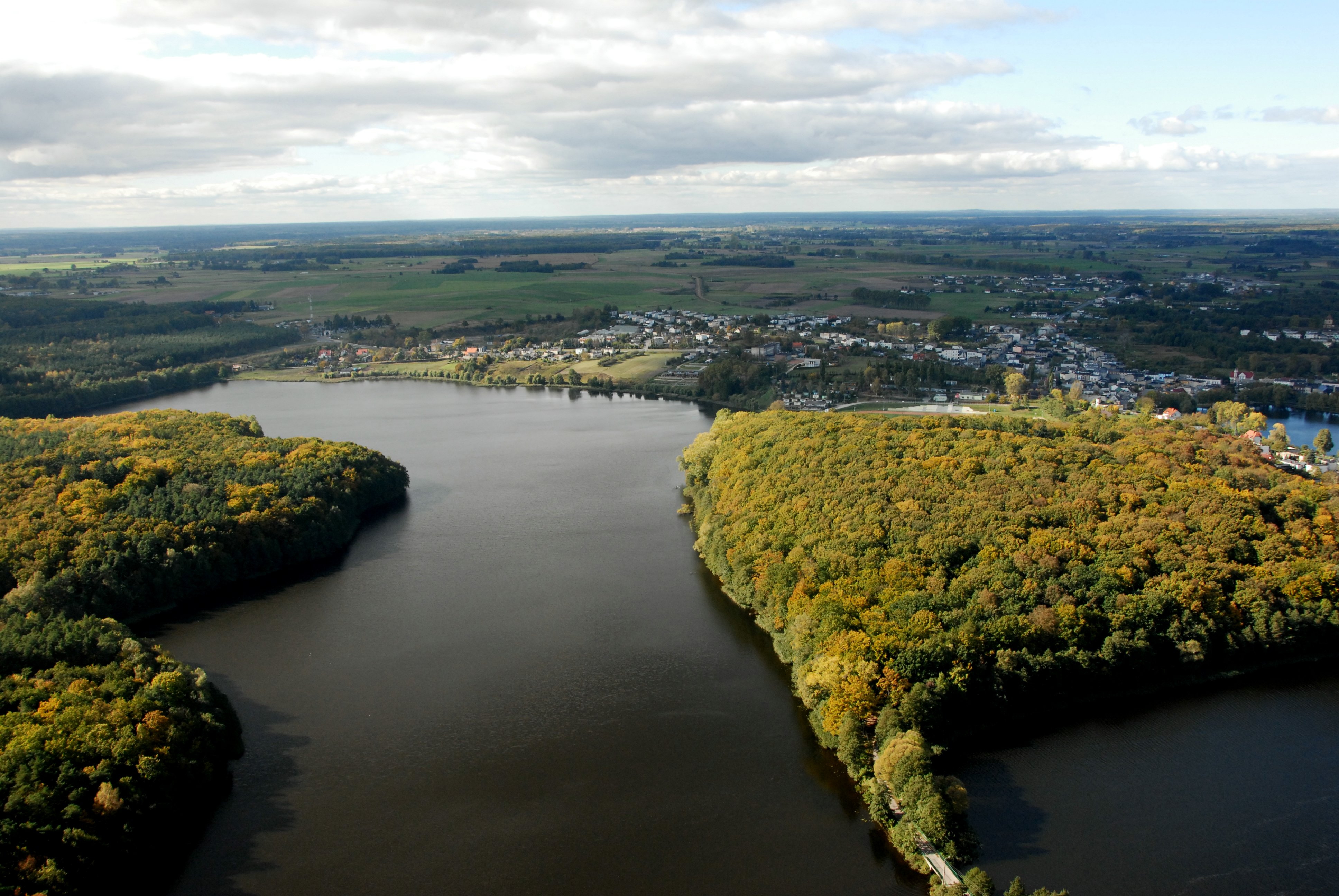
Więcbork và hồ

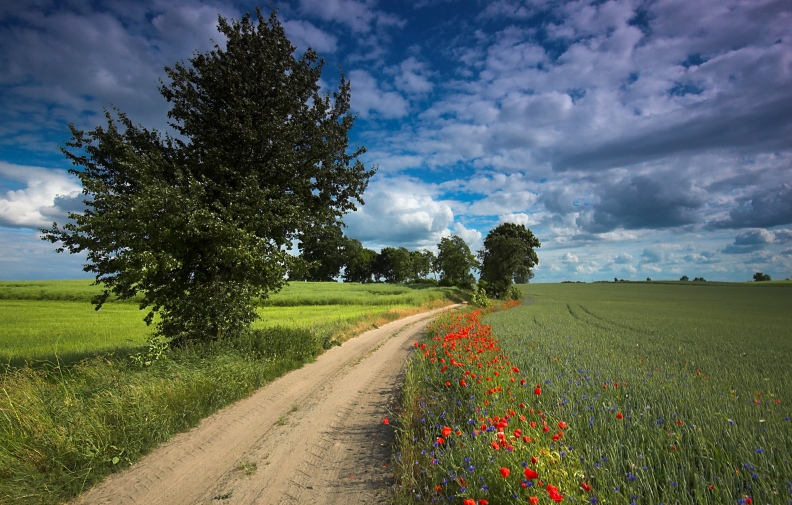
Vùng nông thôn của Krajna

Krajna là một khu vực lịch sử có rừng ở Ba Lan, nằm ở khu vực biên giới giữa Greater Ba Lan, Kuyavian-Pomeranian và tỉnh Pomorskie. Khu vực này bao gồm các bộ phận của zlotow, Pila, Sępólno, Naklo, Bydgoszcz và Czluchow quận, cụ thể là các đô thị gmina của zlotow, các gmina nông thôn zlotow và gminas đô thị-nông thôn Krajenka, Wysoka, Wyrzysk, Łobżenica, KAMIEŃ KRAJEŃSKI, Sępólno Krajeńskie, Więcbork, Nakło nad Notecią, Koronowo và Debzno. Tên của Krajna bắt nguồn từ từ Slavic cho vùng biên giới (giữa Greater Ba Lan và Pomerania), x. Krajina.
Các thị trấn chính trong khu vực là Złotów và Nakło nad Notecią. Từ năm 1932, Krajna có quốc ca riêng, được sáng tác bởi Paweł "Krajnomir" Jasiek 
Một phần của khu vực tạo thành một khu vực được bảo vệ gọi là Công viên cảnh quan Krajna.   , 